# UFC on ESPN: Brunson vs. Holland
UFC on ESPN: Brunson vs. Holland (também conhecido como UFC on ESPN 21) foi um evento de MMA produzido pelo Ultimate Fighting Championship no dia 20 de março de 2021, no UFC Apex em Las Vegas, Nevada.

## Background
Uma luta no peso médio entre Derek Brunson e Kevin Holland é esperada para servir como luta principal da noite.
Uma luta no peso galo feminino entre Marion Reneau e Macy Chiasson foi marcada para o UFC Fight Night: Overeem vs. Volkov. Entretanto, Reneau foi retirada do card após testar positivo para COVID-19. A luta foi remarcada para este evento.
Uma luta no peso meio pesado entre Paul Craig e Jamahal Hill era esperada para ocorrer neste evento. Entretanto, Hill teve que se retirar da luta após testar positivo para COVID-19.

## Bônus da Noite
Os lutadores receberam $50.000 de bônus:
- Luta da Noite: Não houve lutas premiadas.
- Performance da Noite:    Bruno Silva,  Adrian Yanez,  Grant Dawson e   Max Griffin